# G-Dragon
Kvon Džijong (korej. 권지용, Kwon Ji-yong; 18. avgust 1988) poznat po svom umetničkom imenu G-Dragon, južnokorejski je reper, pevač, muzički producent, preduzetnik i modni kreator. Zbog svojih pesama i scenskog nastupa dobio je titulu "King of K-pop".
Njegov prvi solo album Heartbreaker i naslovna traka istog imena, objavljene su 2009. godine, gde su bili komercijalno uspešni i doneli mu dodelu za album godine na Mnet Asian Music Awards 2009. 
Prepoznatljiv је po svom uticaju na mlade, modne trendove i muziku u Južnoj Koreji. G-Dragon je imenovan od strane Forbes-a u 2016. godini kao najuticajnija osoba ispod 30. godina u Azijskoj zabavi i sportu.

## Spoljašnje veze
- Mediji vezani za članak G-Dragon na Vikimedijinoj ostavi